# حصر الانبعاثات

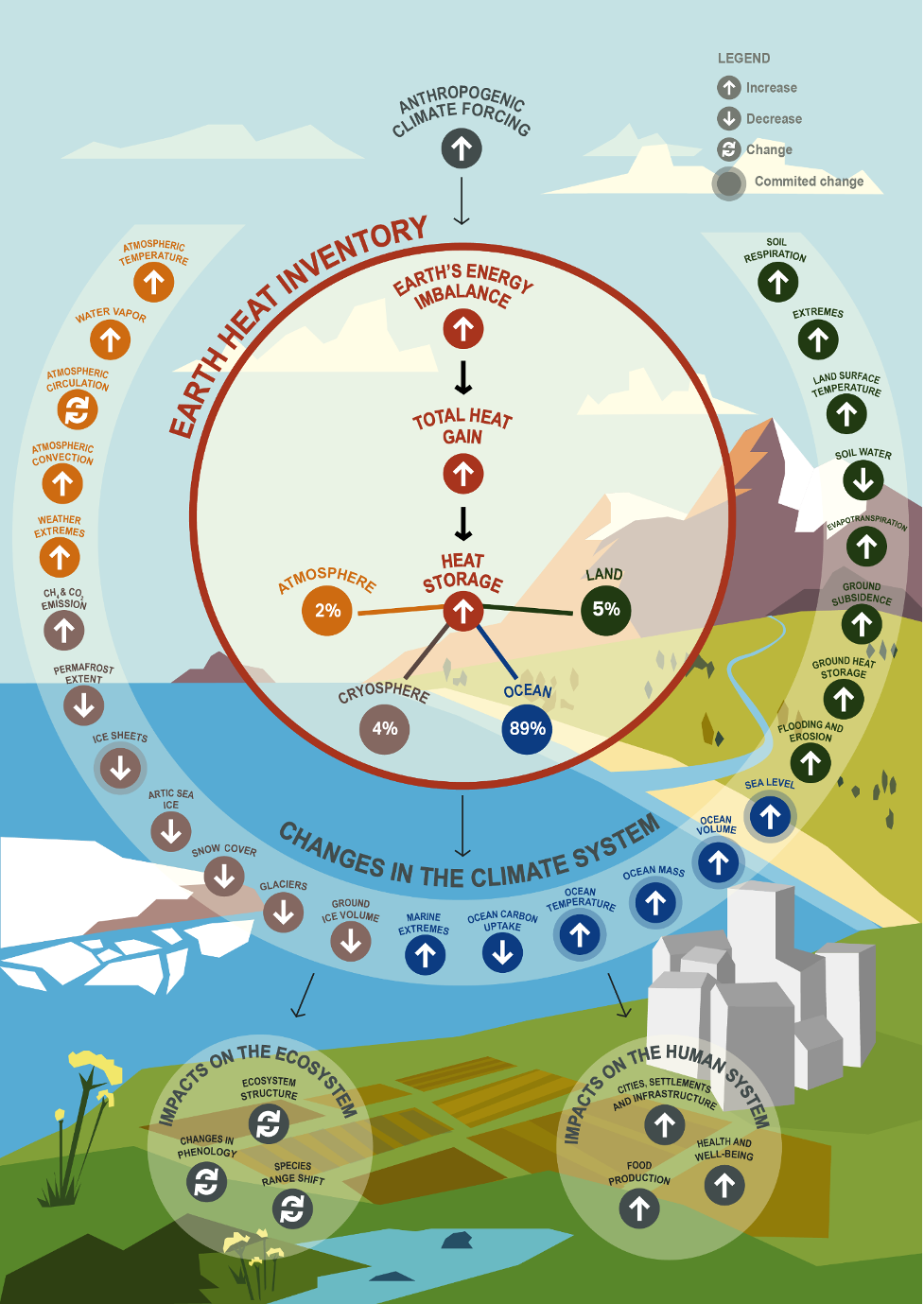
اسم الملف:نظرة عامة تخطيطية على الدور المركزي لمخزون حرارة الأرض وارتباطه بالانبعاثات البشرية، واختلال توازن طاقة الأرض، والتغير في نظام الأرض، والآثار المترتبة على النظم البيئية والأنظمة البشرية.png

حصر الانبعاثات (بالإنجليزية: Emission inventory)‏، هو حساب لكمية الملوثات التي يتم تصريفها في الغلاف الجوي. بتعريف آخر هي عملية تحديد حسب قائمة مصادر التلوث لكميات ملوثات الهواء التي يتم تصريفها في الغلاف الجوي. إذ تستخدم نتائج الحصر لوضع معايير الانبعاثات. وعادةً ما يحتوي حصر الانبعاثات على مجموع الانبعاثات لغازات الدفيئة المحددة أو ملوثات الهواء المحددة، التي تنشأ من جميع فئات المصادر في منطقة جغرافية معينة وفي غضون فترة زمنية محددة، وعادةً ما تكون سنة محددة.